# Alejo García Pintos
Alejo García Pintos (Buenos Aires, 4 febbraio 1967) è un attore argentino.

## Filmografia

### Cinema
- La notte delle matite spezzate (La noche de los lápices), regia di Héctor Olivera (1986)
- Made in Argentina, regia di Juan José Jusid (1987)
- Fuego gris, regia di Pablo César (1993)
- Cenizas del paraíso, regia di Marcelo Piñeyro (1997)
- Campo de sangre, regia di Gabriel Arbós (1999)
- Potestad, regia di Luis César D'Angiolillo (2003)
- Vivir intentando, regia di Tomás Yankelevich (2003)
- Los esclavos felices, regia di Gabriel Arbós (2003)
- No me mates, regia di Gabriel Arbós (2016)

### Televisione
- Tiempo cumplido – serie TV (1987)
- Tanguito (1989)
- Las comedias de Darío Vittori – serie TV (1989)
- El gordo y el flaco – serie TV (1991)
- La banda del Golden Rocket – serial TV (1992)
- Sei forte papà (¡Grande, pa!) – serial TV (1993)
- Quereme – miniserie TV (1994)
- La forza dell'amore (Nano) – serial TV (1994)
- De poeta y de loco – serie TV (1996)
- De corazón – serial TV (1997)
- Mía solo mía – serial TV (1997)
- Gasoleros – serial TV (1998)
- Chiquititas – serial TV (1998)
- Como vos y yo – serie TV (1999)
- Provócame – serial TV (2001)
- Kachorra – serial TV (2002)
- Rincón de luz – serial TV (2003)
- Flor - Speciale come te (Floricienta) – serial TV (2005)
- Chiquititas sin fin – serial TV (2006)
- Teen Angels (Casi Ángeles) – serial TV (2007-2008)
- Valientes – serial TV (2009)
- Jake & Blake – serie TV (2010)
- Sueña conmigo – serial TV (2010)
- Herederos de una venganza – serial TV (2011)
- Historias de la primera vez– serie TV (2011)
- El hombre de tu vida – serie TV (2012)
- Volver a nacer – serie TV (2012)
- La dueña – serie TV (2012)
- La viuda de Rafael – serie TV (2012)
- Historias de corazón – programma TV (2013)
- Sandia con vino (2013)
- Esa mujer – serial TV (2013-2014)
- Cuatro reinas (2015)
- Jungle Nest – serie TV (2016)
- Cuéntame cómo pasó – serie TV (2017)
- La suerte de Loli – serie TV (2019)
- Los internacionales – serie TV (2020)

## Teatro
- Rincón de luz (2003)
- Floricienta, princesa de la terraza tour (2005)
- Chiquititas (2006)
- Casi Ángeles (2007)

## Doppiatori italiani
Nelle versioni in italiano delle opere in cui ha recitato, Alejo García Pintos è stato doppiato da:
- Gianfilippo Grasso e Sergio Luzi in Flor - Speciale come te[1]
- Sergio Luzi in Teen Angels[2]